# Геомітра монізіанська
Геомітра монізіанська (Geomitra moniziana) — вид наземних черевоногих молюсків з родини Geomitridae. Ендемік Мадейри. Раритетний вид молюсків, занесений до Червоного списку МСОП та інших природоохоронних документів.

## Поширення
Ендемік Мадейри. Поширений лише між містами Канісу та Гаула вздовж південно-східного узбережжя острова.

## Охорона
Раритетний вид молюсків, занесений до Червоного списку МСОП (охоронна категорія: вид перебуває у небезпечному стані), а також до Додатку ІІ Бернської конвенції (охоронна категорія: вид підлягає особливій охороні), а також до Директиви Європейського Союзу 92/43/ЄС «Про збереження природних оселищ та видів природної фауни і флори» (Додаток ІІ. Види рослин і тварин, що становлять особливий інтерес для Європейського Союзу, збереження яких потребує створення територій особливої охорони. Додаток IV. Види рослин і тварин, що становлять особливий інтерес для Європейського Союзу, які потребують суворих заходів охорони).